# (1677) Tycho Brahe
(1677) Tycho Brahe es un asteroide que forma parte del cinturón de asteroides y fue descubierto por Yrjö Väisälä el 6 de septiembre de 1940 desde el observatorio de Iso-Heikkilä, Finlandia.

## Designación y nombre
Tycho Brahe recibió al principio la designación de 1940 RO.
Posteriormente se nombró en honor del astrónomo danés Tycho Brahe (1546-1601).

## Características orbitales
Tycho Brahe está situado a una distancia media del Sol de 2,534 ua, pudiendo alejarse hasta 2,804 ua. Tiene una excentricidad de 0,1068 y una inclinación orbital de 14,85°. Emplea en completar una órbita alrededor del Sol 1473 días.